# バルバラ・ブーシェ
バルバラ・ブーシェ (Barbara Bouchet、1943年8月15日 - )はドイツ系アメリカ人の女優、起業家。現在のチェコのリベレツ出身で現在はイタリアで活躍している。

## 主な経歴
日本語訳によっては「バーブラ」や「バーバラ」「ブージェ」とも訳される。
バルバラ・ブーシェは本名をバルバラ・グッチャーといい、4人兄弟（2人男、2人女）の最年長として、現在はチェコの一部であるが、当時はナチス・ドイツに割譲されていた、ズデーテンランドのライヒェンベルクに1943年に生まれた。
第二次世界大戦後、ブーシェの家族はドイツのアメリカの占領地帯の再定住者用難民キャンプに収容された。ブーシェたちは1948年の移住者法の人道的条項により米国に移住する許可を与えられた。米国に到着した後、家族はカリフォルニア州のセントラルバレーの西に位置するファイブポイントに住み、最終的にサンフンシスコに移り住み、そこでバルバラは育った。 1960年代初期、サンフランシスコベイエリアのテレビ局KPIX-TVは"The KPIX Dance Party"という番組を放映していたが、バルバラはその番組のダンスグループのメンバーになる機会を与えられた。バルバラは、女優になる前に、そのキャリアを雑誌のカバーモデルとしてまず開始し、続いていくつかのテレビコマーシャルに出演した。 彼女が最初に映画の端役を得たのは『何という行き方!』（1964）で、それによって認められ1960年代に"John Goldfarb、Please Come Home"（1964）、『危険な道』（1964）、"Agent for H.A.R.M."（1966）などに出演することにつながった。ブーシェは1965年5月と1967年2月にプレイボーイ誌の2つの号（1965年5月号「映画『危険な道』からのスチル、1967年2月号「映画「カジノロワイヤル」に登場した女優達」）にセミヌードで登場した。
ブーシェは『007 カジノロワイヤル』（1967）でマネーペニーの役を演じた。 1968年、ブーシェは『宇宙大作戦』（オリジナル・シリーズ・スター・トレック）のゲストスターとしてエピソード「宇宙300年の旅（原題：By Any Other Name）」に出演し、『スイート・チャリティー』（1969）のウルスラを演じた。
ハリウッド映画の出演に飽きたブーシェは、1970年にイタリアに移り、『タランチュラ』のようなイタリアの映画で演技を始めた。 彼女は1983年の『The Scarlet and The Black』（グレゴリー・ペック主演）などのテレビ映画でも成功した。 1985年に制作会社を設立し、フィットネスブックやビデオシリーズの制作を開始した。 さらに、ブーシェはローマにフィットネススタジオを開設した。 2002年、ブーシェは『ギャング・オブ・ニューヨーク』のスカーマーホーン夫人を演じている。

## 出演映画
- エクソシストVSダーク・ウィッチ (2015)<未> 出演
- ギャング・オブ・ニューヨーク (2001) 出演
- ダイヤモンド・コネクション (1985)<未> 出演
- 赤と黒の十字架 (1983)<TVM> 出演
- ユル・ブリンナーの 殺人ライセンス (1976)<未> 出演
- マッキラー(1972)<未> 出演
- ミラノカリブロ９ (1972)<未> 出演
- 大空を裂くジェット野郎 (1971)<未> 出演
- タランチュラ (1970) 出演
- スイート・チャリティー (1968) 出演 ウルスラ
- 謀略ルート (1967) 出演
- 007 カジノロワイヤル (1967) 出演 マネペニー
- 消されたスパイ (1966) 出演
- 危険な道 (1965) 出演
- 求婚専科 (1964) 出演
- 何という行き方！ (1964) 出演
- 寝室ものがたり (1964) 出演
- ちょっとご主人貸して (1964) 出演
- 女房は生きていた (1963) 出演